# Upperuds bruk
"Upperud" omdirigerar hit. För älven, se Upperudsälven.

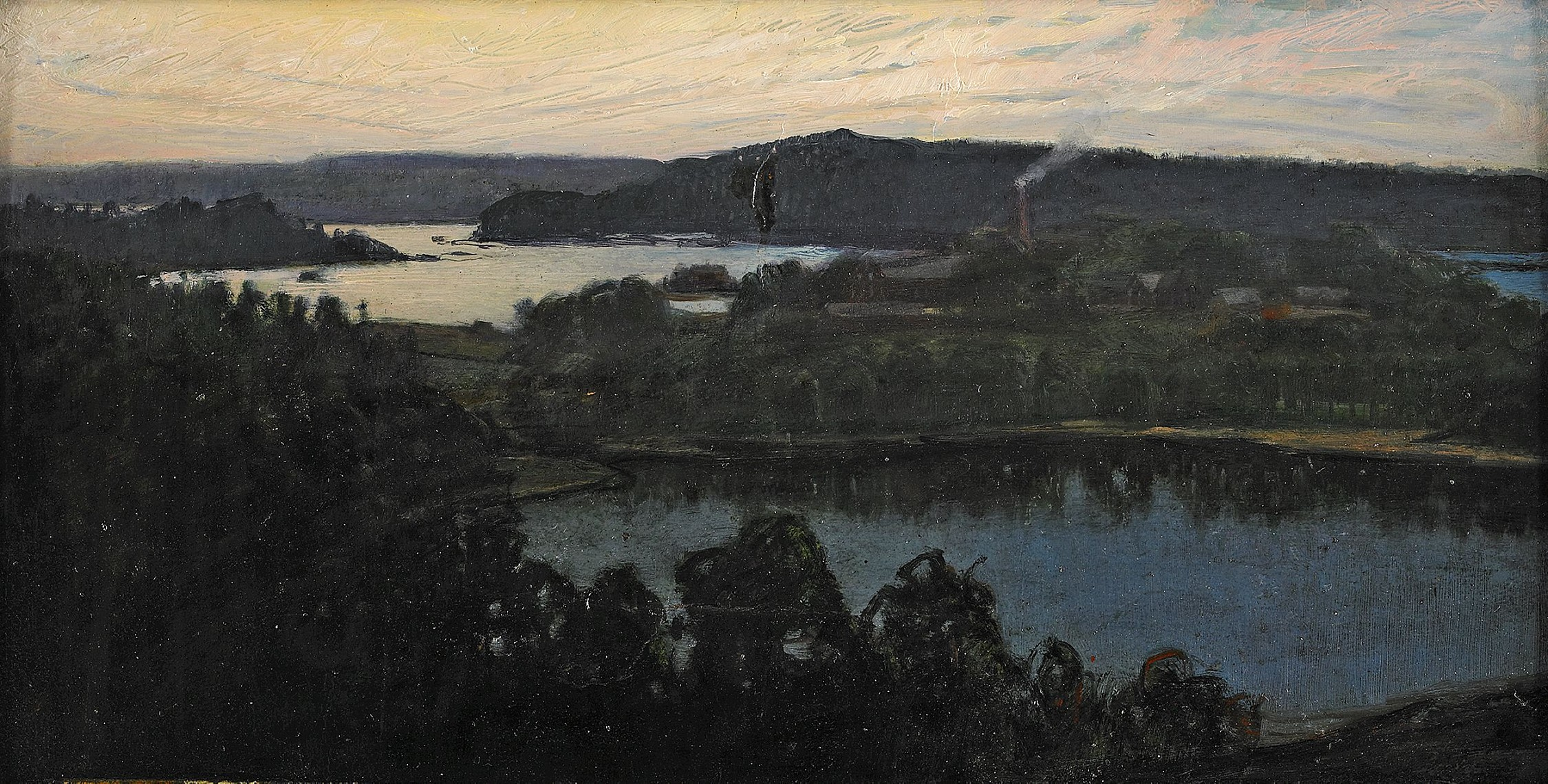
Upperuds bruk under andra halvan av 1890-talet. Oljemålning av Otto Hesselbom

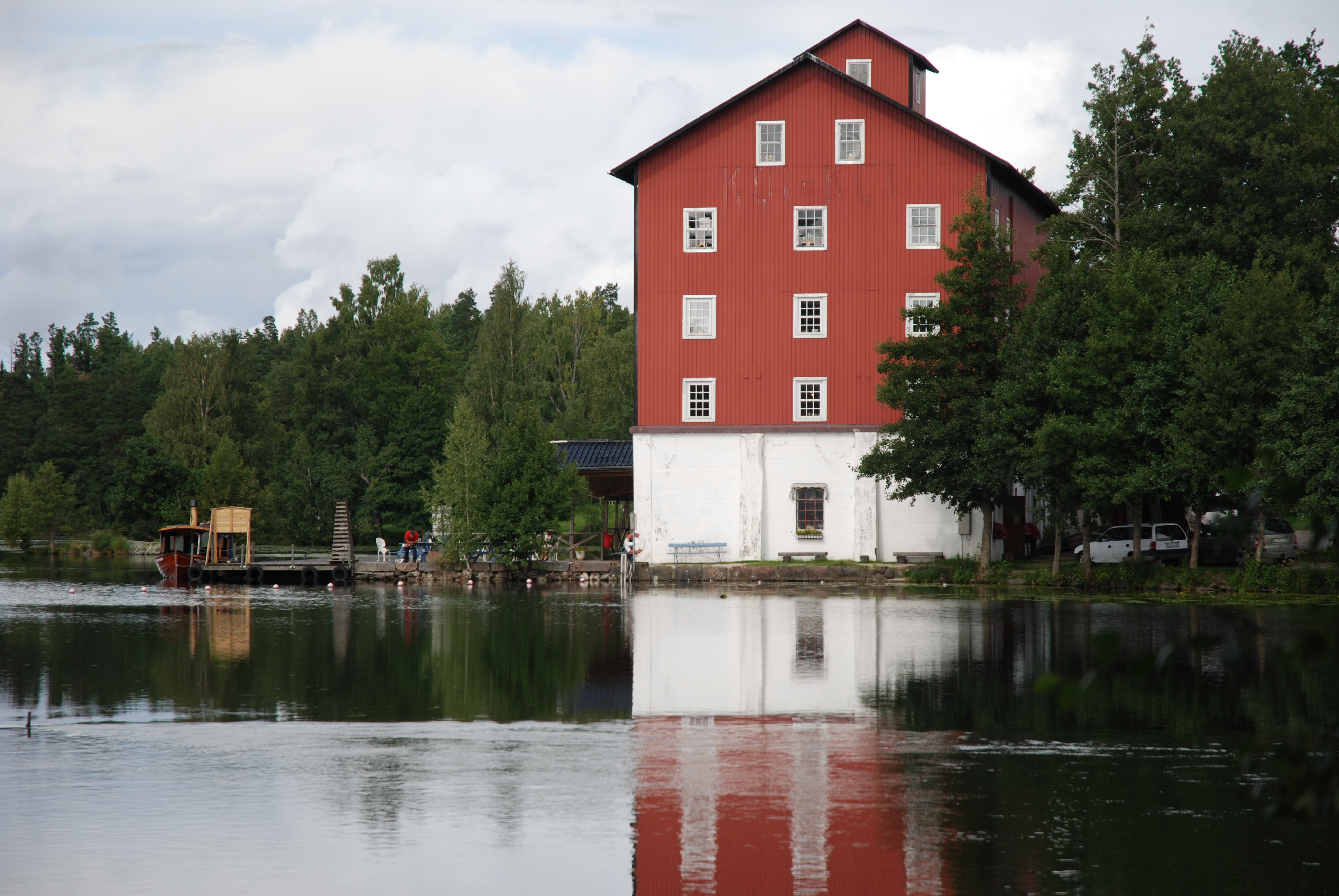
Tidigare spannmålsmagasinet i Upperud.

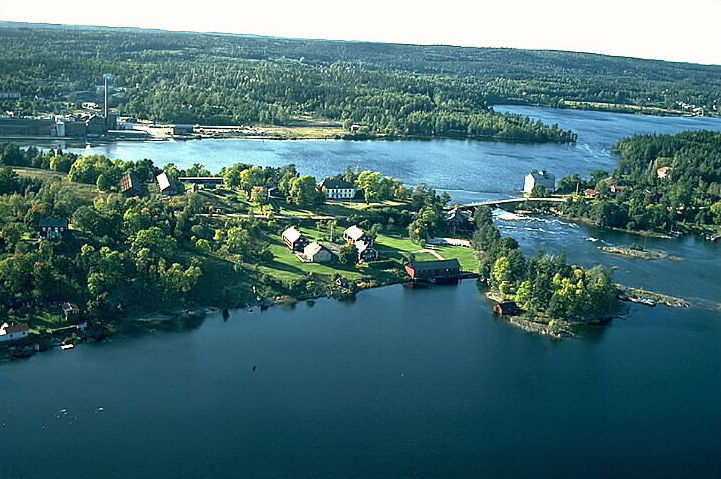
Upperud omkring 1980. I bakgrunden till vänster syns Håfreströms bruk.

Upperuds bruk var ett järnbruk i Skålleruds socken i Melleruds kommun i Dalsland. 

## Historik
26 november 1674 fick rådmannen Paul Rokes tillstånd att sätta upp ett järnbruk med två stångjärnshammare. År 1695 tillverkades 1200 skeppund järn, cirka 130 ton. Tackjärnet hämtades från Värmland, men då Göta kanal öppnades för trafik kom även järn från Västmanland till bruket. År 1812 utökades bruket med ett manufakturverk. 1 juli 1830 gjordes den första smältan med den då nya metoden för härdfärskning, Lancashireprocessen.
I början av 1840-talet var Upperud Dalslands största bruk. Produktionen var då uppe i cirka 600 ton per år. Under 1860- och 1870-talen stängdes de flesta bruken i Dalsland på grund av bristande lönsamhet och 1871 upphörde stångjärnstillverkningen i Upperud. Istället övergick man till att tillverka pappersmassa (folkskolan som infördes 1842 gav efter hand allmän läskunnighet och större efterfrågan på tidningar och böcker).